# Прюм (река)
Прюм (на немски: Prüm) e 85 km дълга река в Рейнланд-Пфалц, Германия.
Извира на 600 м височина в Аренбергер Форст на планината Шнайфел. Влива се при Минден в река Зауер, която се влива в Мозел.
На реката се намира град Прюм.